# Lo Tossalet (Sant Esteve de la Sarga)
Lo Tossalet és un cim de 854,7 metres d'altitud que es troba en el Montsec d'Alsamora, sector del Montsec d'Ares proper al poble d'Alsamora. Pertany al terme de Sant Esteve de la Sarga, del Pallars Jussà. És molt a prop i a ponent del poble d'Alsamora.